# Hängebrosche

Tutulusform

Die Hängebrosche vom Typ Babilonie; früher Tutulusbrosche genannt (von lat. Tutulus, römischer Priesterhut bzw. Kopfputz oder Frisur römischer Damen) ist eine in Deutschland seltene Fibelgattung.
Die als „Tutulusfibel vom Typ Babilonie“ bezeichneten Fibeln wurden 1989 von Daniel Bérenger aufgrund eines neuen Datierungsansatzes umbenannt. Zuvor waren nur Einzelfunde bekannt, die den spätkaiserzeitlichen und völkerwanderungszeitlichen Tutulusfibeln zugeordnet wurden. Geschlossene Grabfunde von einem Brandgräberfeld bei Hiddenhausen-Eilshausen ermöglichten es Bérenger ihre Datierung ins 3. oder 2. vorchristliche Jahrhundert vorzunehmen.
Bei der Erforschung der Schnippenburg bei Ostercappeln im Landkreis Osnabrück in Niedersachsen erhöhte sich die Anzahl der bekannten Stücke dieses Typs durch Depotfunde, von sechs auf 16. Zuvor waren lediglich sechs Exemplare aus dem nordöstlichen Westfalen bekannt. Alle Stücke weisen Einflüsse der protokeltischen La-Tène-Zeit auf. Die in der Form gegliederten Objekte wurden in einem Stück gegossen.

## Aussehen
Bei den niedersächsischen Hängebroschen handelt es sich um den gleichen Typ wie bei den westfälischen. Im Detail gibt es jedoch Unterschiede, die vor allem die Größe und die Verzierung betreffen. Die Neufunde variieren in der Länge zwischen etwa 6 und 10 cm und sind damit deutlich größer als ihre 5 bis 6 cm großen, einheitlich verzierten westfälischen Parallelen. Abgehen von Rippen- oder Rillenverzierungen sind Kreisornamente im Zentrum der Schälchen obligatorisch. Die Neufunde zeigen über das gesamte Spektrum jedoch zwei weitere unterschiedliche Varianten des Dekors. Die Verzierungen der Schälchen bestehen aus zwei bis sechs konzentrischen Rillen. Der Übergang zwischen Kegel und Basis weist stets eine einfache oder eine Doppelrippe auf. Bei der Hälfte der Fundstücke kommen auch am Kegel Doppelrippen vor. Bei zwei Broschen lagen je drei Doppelrippen in gleichmäßigem Abstand. Drei Exemplare weisen zusätzlich eine Einzelrippe am Übergang zum Schälchen auf.